# Chiesa dei Santi Quirico e Giulitta (Collesalvetti)

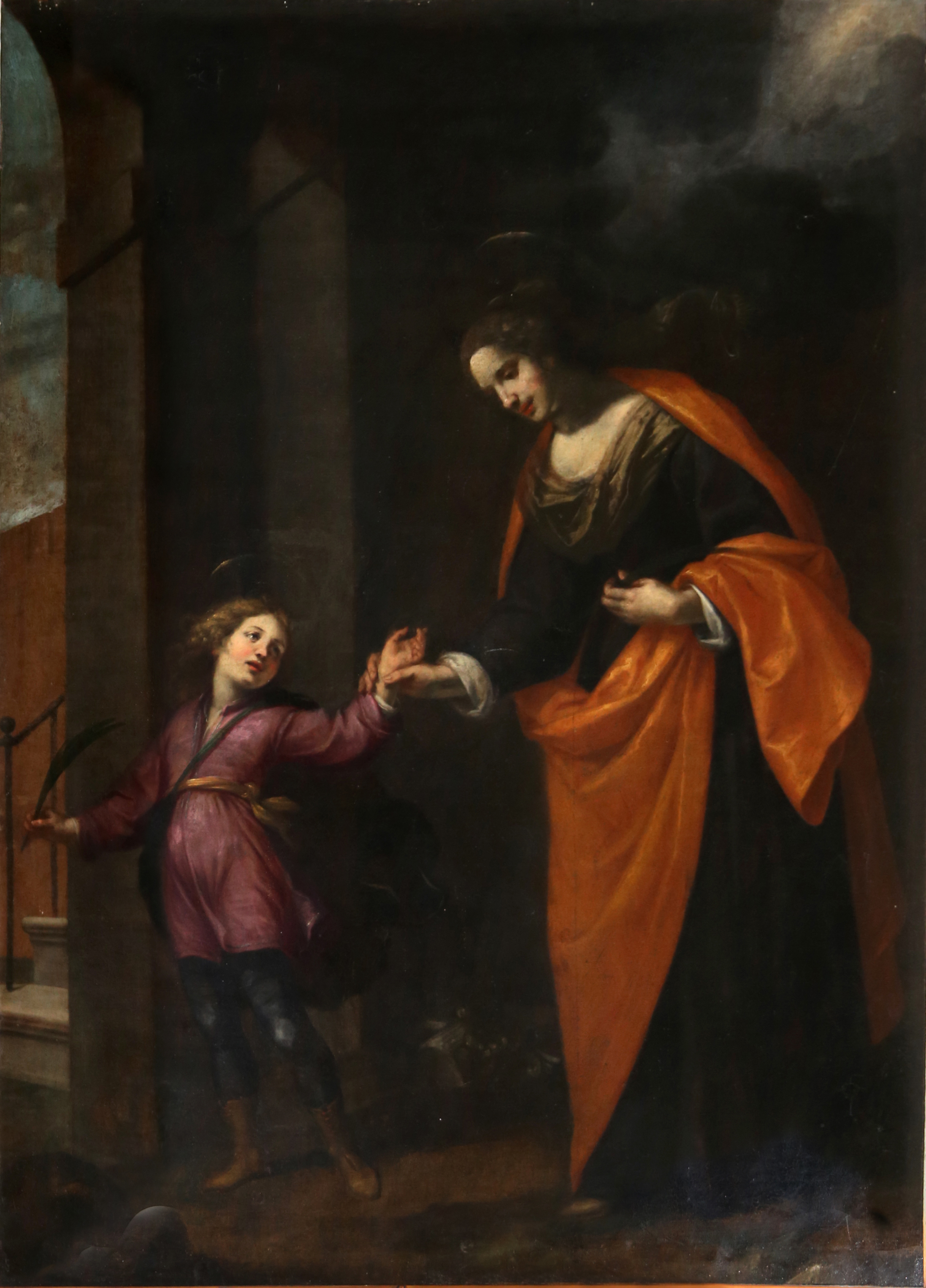
Il dipinto dei Santi Quirico e Giulitta

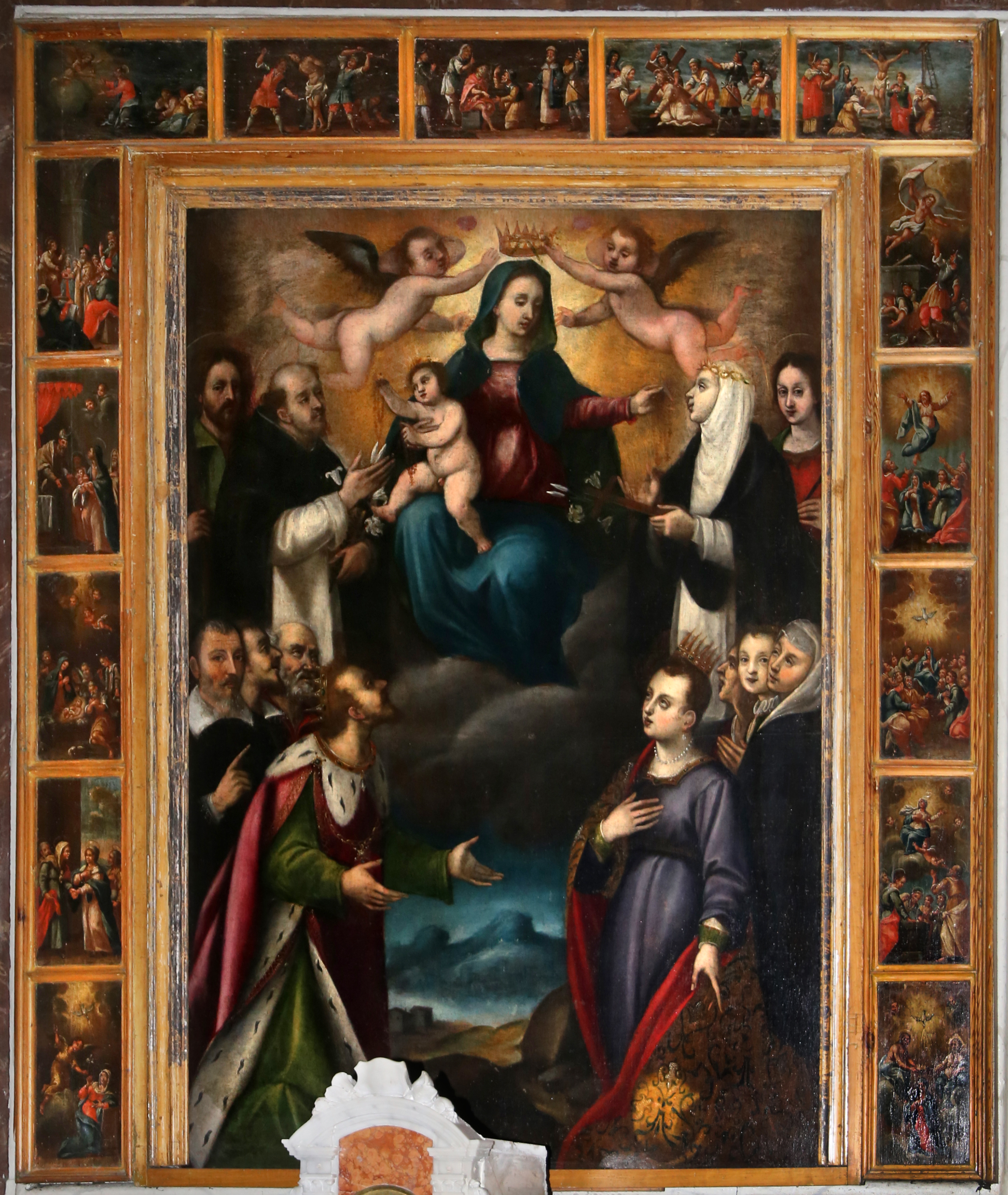
La Madonna del Rosario e santi

La chiesa dei Santi Quirico e Giulitta è un edificio sacro che si trova in via San Quirico 5 a Collesalvetti.

## Storia
Dai documenti della Diocesi di Pisa risulta esistente una chiesetta dedicata a san Quirico già nel 1371, successivamente elevata a pieve nel 1575 ed ampliata nel 1784. L'edificio attuale invece fu eretto nel 1853, dopo che l'antica chiesa era quasi completamente crollata a seguito di un terremoto; essa fu consacrata ben cento anni dopo, nel 1954.
L'edificio ha subito una forte opera di rinnovamento nei primi anni '80, per volere di don Mario Stefani, con l'adeguamento ai dettami del Concilio Vaticano II.
Nel 2001 è stata ristrutturata la vecchia sacrestia ed è stata creata l'attuale cappella feriale unendo due ambienti attigui alla cappella destra.

## Descrizione
In facciata l'aspetto è austero, con un portone incorniciato e due lesene ad incorniciare il corpo centrale; il timpano è decorato con un mosaico dorato, recante il cristogramma JHS; sopra il portone è presente una lunetta che incornicia un recente mosaico in oro rappresentante i santi Quirico e Giulitta, i cui nomi sono riportati nella balza mosaicata posta tra la porta e l'architrave, oltre che sopra l'abside all'interno della chiesa. Addossati al corpo principale ci sono la sacrestia vecchia e la cappella feriale sul lato settentrionale, il campanile e la canonica sul lato meridionale. La chiesa ha il soffitto a capriate. Il campanile, alto 26 metri, possiede 4 campane ed è usato come caposaldo per le mappe cartografiche I.G.M.
In pianta si presenta a croce latina e a navata unica, con muri perimetrali intonacati e con tre semipilastri con capitelli corinzi; nelle due cappelle laterali l'edificio presenta due piccole nicchie. 
L'altare, originariamente addossato all'abside, è stato sostituito negli anni ottanta da un altare di marmo rivolto verso l'assemblea, il pavimento è stato completamente rifatto, così come gli intonaci e gli arredi, in modo da dare un aspetto più moderno alla chiesa; attualmente le pareti sono semplicemente intonacate ed il marmo del pavimento ricopre anche tutta la fascia inferiore delle pareti laterali.
Degli arredi presenti alla fine del Settecento si conservano tre pregevoli opere: nella cappella sinistra la tela seicentesca della Vergine del Rosario e santi con veduta di Collesalvetti è posta al centro di un altare a mensa ricoperto di marmi policromi e incorniciata da quindici tavolette con gli episodi salienti della Madonna del Rosario; nella cappella opposta è conservato il dipinto con i Santi Quirico e Giulitta, spostato dall'altare maggiore; qui si trova anche un'Ultima Cena su tela (XVII secolo), già in sagrestia. 
In anni recenti è stato donato alla chiesa un dipinto a tempera su stoffa, copia con varianti del dipinto originale dei Santi Quirico e Giulitta, opera del maestro colligiano Anchise Picchi.

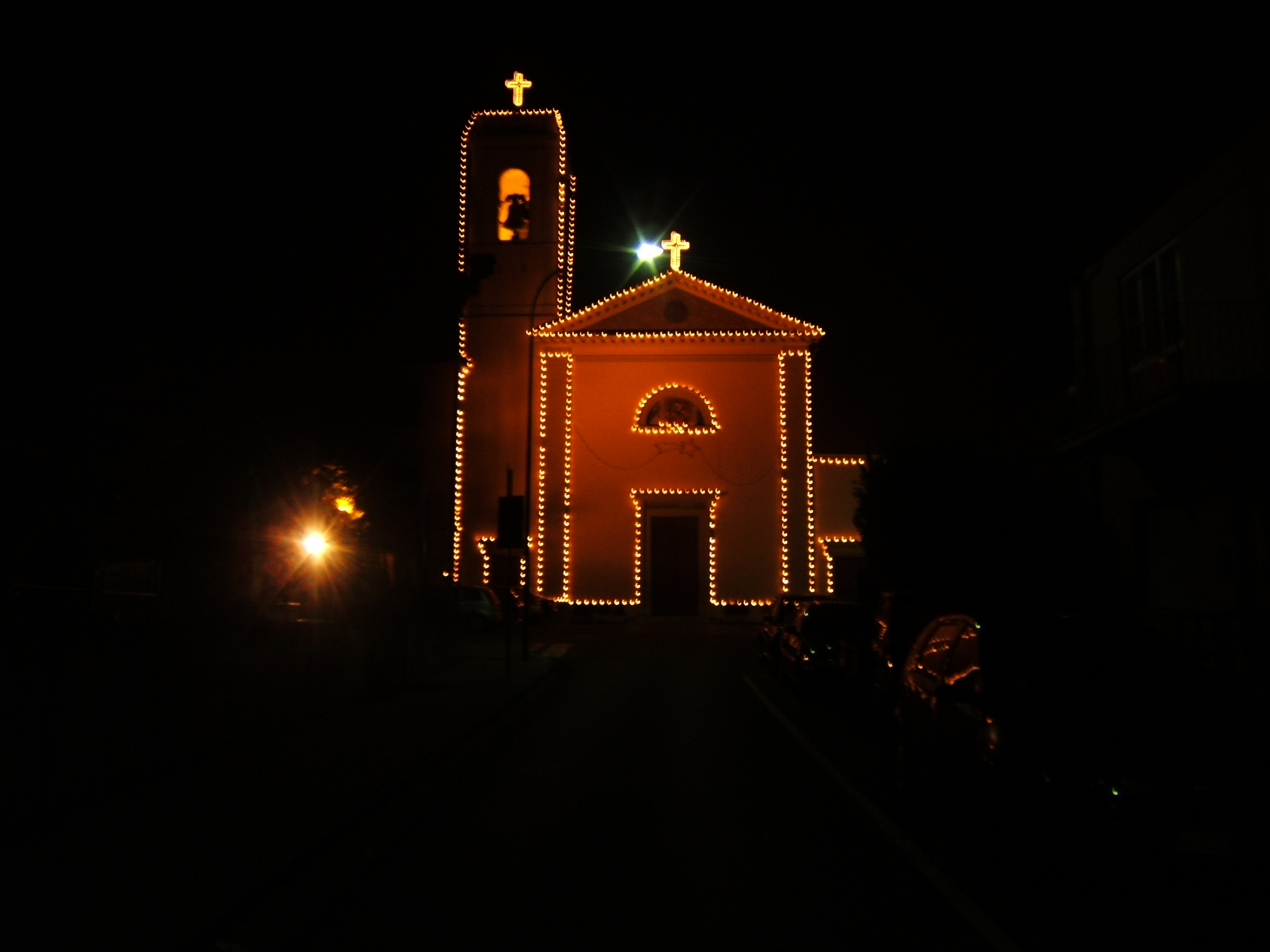
La chiesa illuminata di notte durante la festa patronale
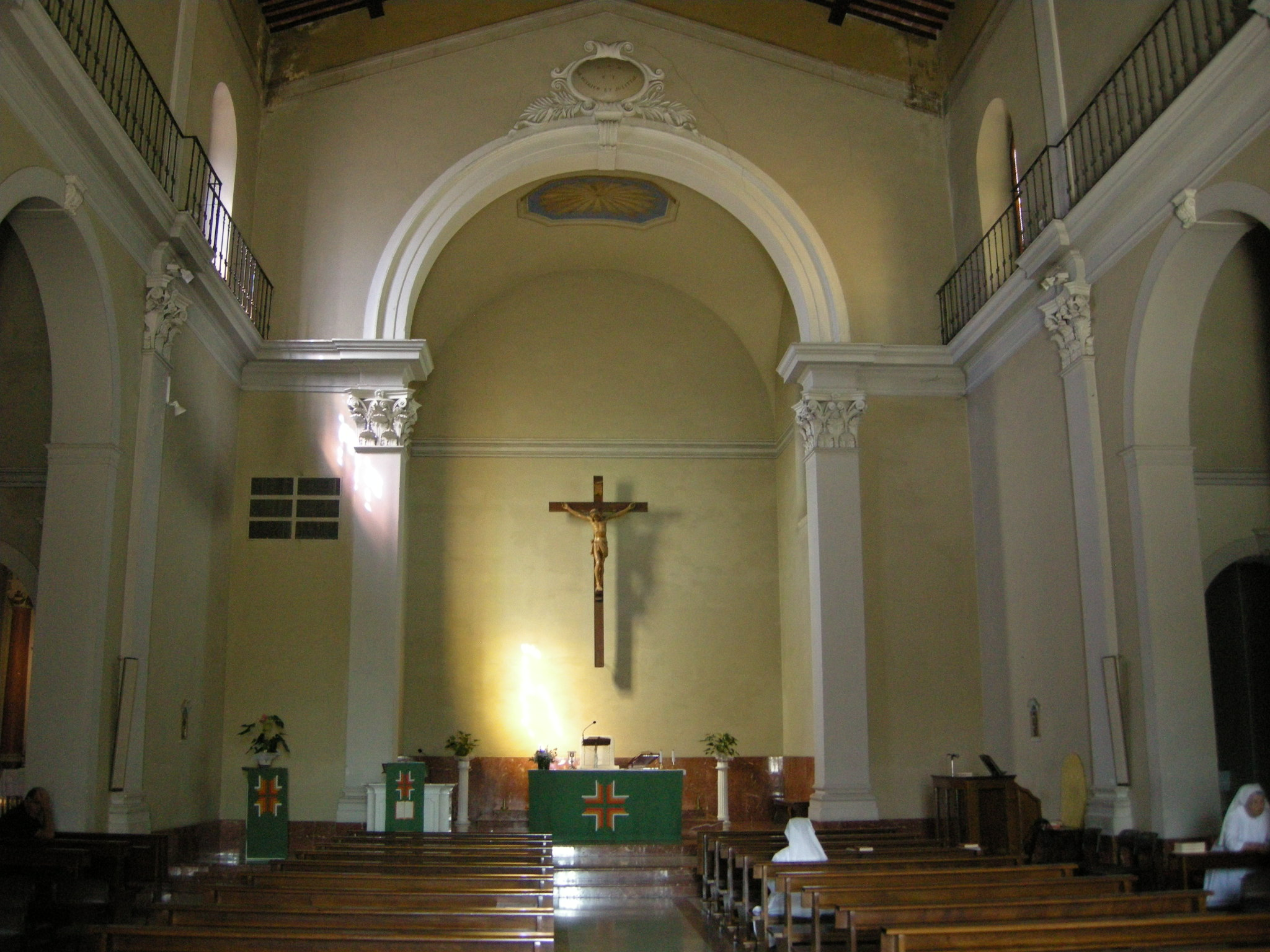
Interno
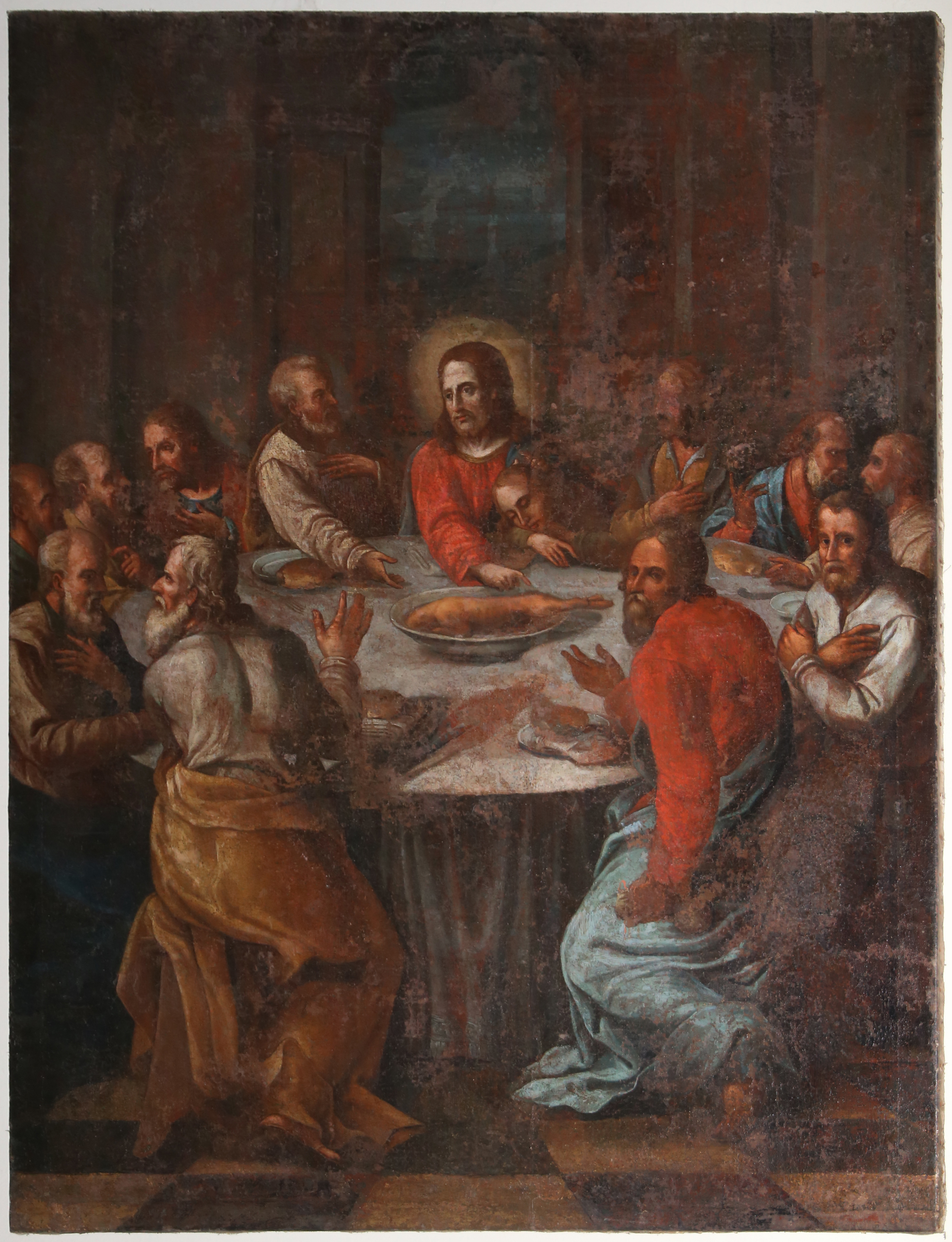
Ultima cena